# Chlorocebus tantalus
'Chlorocebus tantalus é um Macaco do Velho Mundo que ocorre em Gana, Sudão e no Quênia. Foi originalmente descrito como subespécie de Chlorocebus aethiops.
Foram reconhecidas três subespécies:
- Chlorocebus tantalus tantalus
- Chlorocebus tantalus budgetti
- Chlorocebus tantalus marrensis